# Anthriscus nemorosa
Anthriscus nemorosa là một loài thực vật có hoa trong họ Hoa tán. Loài này được (M.Bieb.) Spreng. mô tả khoa học đầu tiên năm 1813.